# Рыбаков, Сергей Иванович
Сергей Иванович Рыбако́в (1939—2000) — советский, российский учёный-геолог, доктор геолого-минералогических наук, заслуженный деятель науки Карельской АССР (1989), заслуженный деятель науки Российской Федерации (1996), директор Института геологии КарНЦ РАН (1986—2000). 

## Биография
Отец погиб на фронте в годы Великой Отечественной войны. 
В 1962 году окончил геологический факультет МГУ по кафедре геологии полезных ископаемых. С 1962 года в Петрозаводске в Институте геологии КарНЦ РАН: старший лаборант, научный сотрудник, заведующий лабораторией. В 1983 году защитил докторскую диссертацию на тему «Колчеданное рудообразование в раннем докембрии».
В 1986—2000 годах — директор Института геологии КарНЦ РАН.
Похоронен в Петрозаводске на Сулажгорском кладбище. 

## Научные труды
Является автором и соавтором более 150 научных работ, в том числе 15 монографий. Основные научные труды:
- «Серноколчеданные месторождения Карелии» (1978)
- «Вулканические постройки Карелии» (1978)
- «Метаморфизм осадочно-вулканогенных формаций раннего докембрия Карелии» (1980)
- «Вулканизм архейских зеленокаменных поясов» (1981)
- «Геология Карелии» (1986)
- «Колчеданное рудообразование в раннем докембрии Балтийского щита» (1988)
- «Зеленокаменные пояса фундамента Восточно-Европейской платформы» (1988)
- «Металлогеническая эволюция зеленокаменных поясов Карелии» (1993)
- «Металлогения Карелии» (1999)